# Měňavka
Měňavka (též améba) je obecné pojmenování jednobuněčného heterotrofního živočicha, který se pohybuje pomocí panožek.
Název měňavky dostaly podle schopnosti měnit tvar při měňavkovitém (améboidním) pohybu. Pohyb měňavek se uskutečňuje eruptivním vysouváním panožek, pseudopodií. Za vysunutými panožkami (vychlípeniny buňky) přitahují ostatní tělo.
Panožky slouží rovněž k přijímání potravy formou fagocytózy. Měňavka panožkami obejme bakterii, drobného prvoka nebo řasu, uzavře ho ve svém jednobuněčném těle, zahubí a stráví.
Měňavky obývají především bahnité vody a vlhkou půdu. Některé měňavky jsou symbionty či parazity v těle živočichů, příp. člověka. Například měňavka ústní (Entamoeba gingivalis), první popsaná améba v lidském organismu, je komenzálem žijícím v dutině ústní. U lidí se zdravými dásněmi se vyskytuje zřídka, žije v parodontálních kapsách a vyskytuje se u 95 % lidí s onemocněním dásní.
Jednou z nejznámějších je měňavka velká (Amoeba proteus, též Chaos Chaos), která dosahuje velikosti až 1 mm. Velké mnohojaderné plazmodium vytváří měňavka bahenní (Pelomyxa palustris), která měří až 4 mm a žije v zahnívajících vodách.

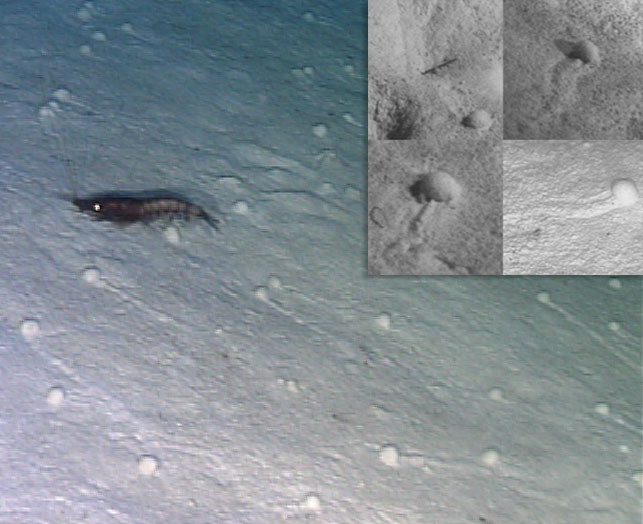
Množství jedinců Gromia sphaerica (ke srovnání velikosti 10cm kreveta)

V roce 2007 objevil vědecký tým na mořském dně v hloubce 750–780 m na Bahamách poblíž ostrova Little San Salvador 
slizové stopy, které považoval za stopu nepopsaného druhu plže. Množství živočichů propojených až 50 cm dlouhými stopami připomínalo hrozen révy s kuličkami o průměru čtyř centimetrů. Při laboratorním zkoumání se však zjistilo, že živočich není plžem, ale amébou Gromia sphaerica, druhem známým výhradně z Arabského moře. Améby rodu Gromia jsou hojně rozšířené v moři i ve sladkých vodách, ovšem hloubka, v níž byla améba nalezena, a její velikost biology překvapily.

## Střevní améby u člověka
- Endolimax nana (Wenyon & O'Connor, 1917) je kosmopolitní střevní améba; vyskytuje se také u primátů a prasat. Obvykle je popisována jako neškodný komenzál, ale její výskyt je dáván stále častěji do souvislosti s trávicími obtížemi.[3]
- Entamoeba coli (Grassi, 1879) měňavka střevní je nalézána relativně často. Zpravidla je považována za neškodného komenzála, ale v literatuře jsou popsány kazuistiky, které uvádějí ústup kolitidy po vyléčení E. coli.[3]
- Entamoeba dispar (E. Brumpt, 1925)
- Entamoeba hartmanni (Prowazek, 1912)
- Entamoeba histolytica (Schaudinn, 1903) měňavka úplavičná; kosmopolitně rozšířená améba je jedním z nejrozšířenějších lidských parazitů, především v zemích s vlhkým klimatem a nedostatečnou hygienou (Indie, Vietnam, Mexiko, Egypt). Napadá střevní tkáň a způsobuje úplavici. Živiny získává tak, že vyloučí trávicí enzymy, rozruší a natráví buňky výstelky střeva a natrávené je pohlcuje. Trofozoit měří 10–40 µm.
- Entamoeba polecki (Prowazek, 1912) se vyskytuje primárně u prasat a opic; u lidí byla považována za nepatogenní, ale bylo prokázáno, že způsobuje infekci.[4]
- Iodamoeba buetschlii (Prowazek, 1912) je zatím považována za nepatogenní;[3] (vědecké synonymum Jodamoeba buetschlii; psána někde Iodamoeba bűtschlii).